# Verwerflichkeit
Der Rechtsbegriff der Verwerflichkeit ist im deutschen Strafrecht Bestandteil der Straftatbestände der Nötigung, Erpressung und des Mordes.

## Deutsches Recht

### Hintergrund
In der geschichtlichen Entwicklung des heutigen § 240 des deutschen Strafgesetzbuches, der die Strafbarkeit der Nötigung regelt, wurde bis 1943 nur der Einsatz der Nötigungsmittel „Gewalt“ (was damals im Sinne eines engen, körperlichen Gewaltbegriffes verstanden wurde) und „Drohung mit einem Verbrechen oder Vergehen“ mit Strafe bedroht. 1943 wurde der Paragraph dahingehend geändert, dass die Art der Drohung ein „empfindliches Übel“ sein musste. Um die damit verbundene Ausweitung der Strafbarkeit wieder zu begrenzen, wurde gleichzeitig die heutige Verwerflichkeitsregelung des Abs. 2 geschaffen. Sie stellt sicher, dass der Einsatz der Nötigungsmittel nicht uneingeschränkt bestraft wird.

### Definition der Verwerflichkeit
Beim Tatbestand der Nötigung wird die Verwerflichkeit weitestgehend als notwendiges Merkmal des Tatbestandes angesehen. Dabei ist streitig, ob dies schon im Tatbestand geprüft wird oder, wie es die wohl herrschende Meinung macht, in der Rechtswidrigkeit. Beim Tatbestand der Erpressung ist man sich uneinig, ob die Verwerflichkeitsklausel notwendig ist.
Das Verhältnis des eingesetzten Nötigungsmittel (z. B. physische Gewalt) muss im Hinblick auf den vom Täter angestrebten Zweck (Opferverhalten) als verwerflich anzusehen sein (Zweck-Mittel-Relation). Nach überwiegender Ansicht der Rechtsprechung ist die Nötigung dann verwerflich, wenn die Relation zu dem Urteil führt, dass die Nötigung nach allgemeinem Urteil sittlich derart missbilligenswert ist, dass sie ein gesteigertes strafwürdiges Unrecht darstellt. Bei Vorliegen eines Rechtfertigungsgrundes ist die Verwerflichkeit notwendig abzulehnen, da das tatbestandliche Unrecht in diesem Fall nicht strafwürdig ist.
Die Prüfung der Verwerflichkeit erfolgt dabei dreistufig.
Das Nötigungsmittel ist verwerflich, wenn Umstände hinzutreten, die das Nötigungsmittel als grob sozialwidrig erscheinen lassen. Die Anwendung von Gewalt oder die Drohung mit einem empfindlichen Übel an sich ist noch nicht verwerflich. Diese Voraussetzung würde sonst leerlaufen. Es ist aber etwa dann verwerflich, wenn es einen Straftatbestand erfüllt oder sonst gegen die Rechtsordnung verstößt, z. B. wenn das eingesetzte Nötigungsmittel eine Körperverletzung ist.
Der angestrebte Zweck ist beispielsweise dann verwerflich, wenn die Begehung einer Straftat oder Ordnungswidrigkeit durch das Opfer erfolgen soll oder wenn der Täter einen Anspruch durchsetzen will, der entweder nicht besteht oder der nach der Rechtsordnung nur mit staatlicher Hilfe durchgesetzt werden soll bzw. kann.
Auf der dritten Stufe ist das Verhältnis zwischen dem eingesetzten Mittel und dem angestrebten Zweck zu betrachten und zu würdigen. Wurden Mittel und Zweck oder auch nur eines von beiden als verwerflich eingestuft, ist das Verhältnis und damit die Verwerflichkeit noch nicht zu bejahen. Jedoch geht von der Verwerflichkeit eines oder beider Merkmale ein Indiz für die Verwerflichkeit der tatbestandlichen Nötigung aus. Genauso ist die Verwerflichkeit nicht sofort abzulehnen, wenn weder Nötigungsmittel noch Zweck als verwerflich anzusehen sind. Auch hier ist auf das Gesamtbild zu schauen, so dass eine tatbestandliche Nötigung auch dann als verwerflich angesehen werden kann, wenn es Mittel und Zweck nicht sind.